# Totem (reklama)

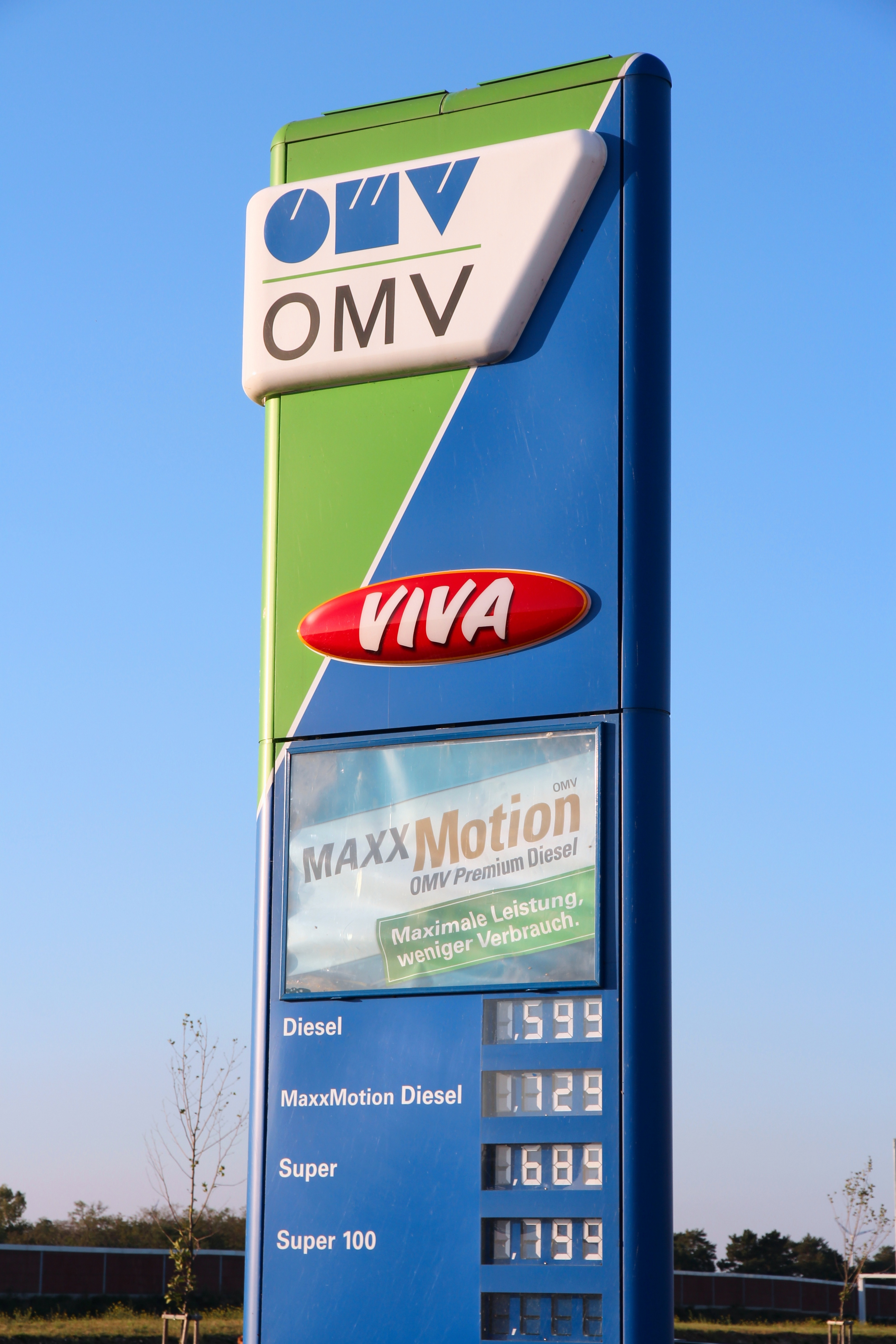
Totem čerpací stanice OMV

Totem je typ reklamy informačního kvádrového sloupu. Zobrazuje logo společnosti a doplňkové informace např.: ceny, otevírací dobu, atd. Slouží k přitažení pozornosti zákazníka na firmu z menší dálky. Používá se u čerpacích stanicích pohonných hmot, obchodních řetězců a sídel firem.

## Galerie

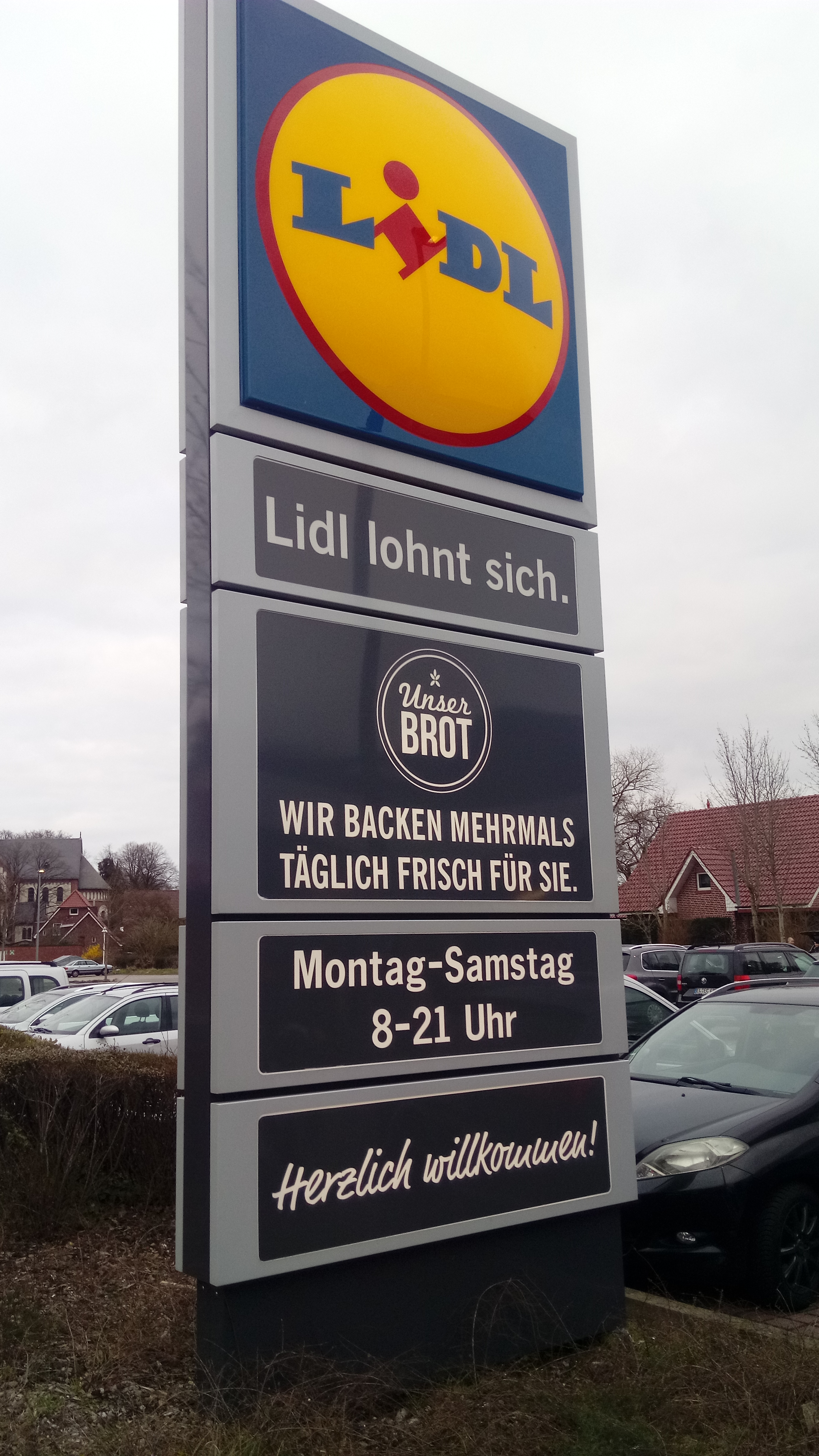
Totem diskontních prodejen Lidl
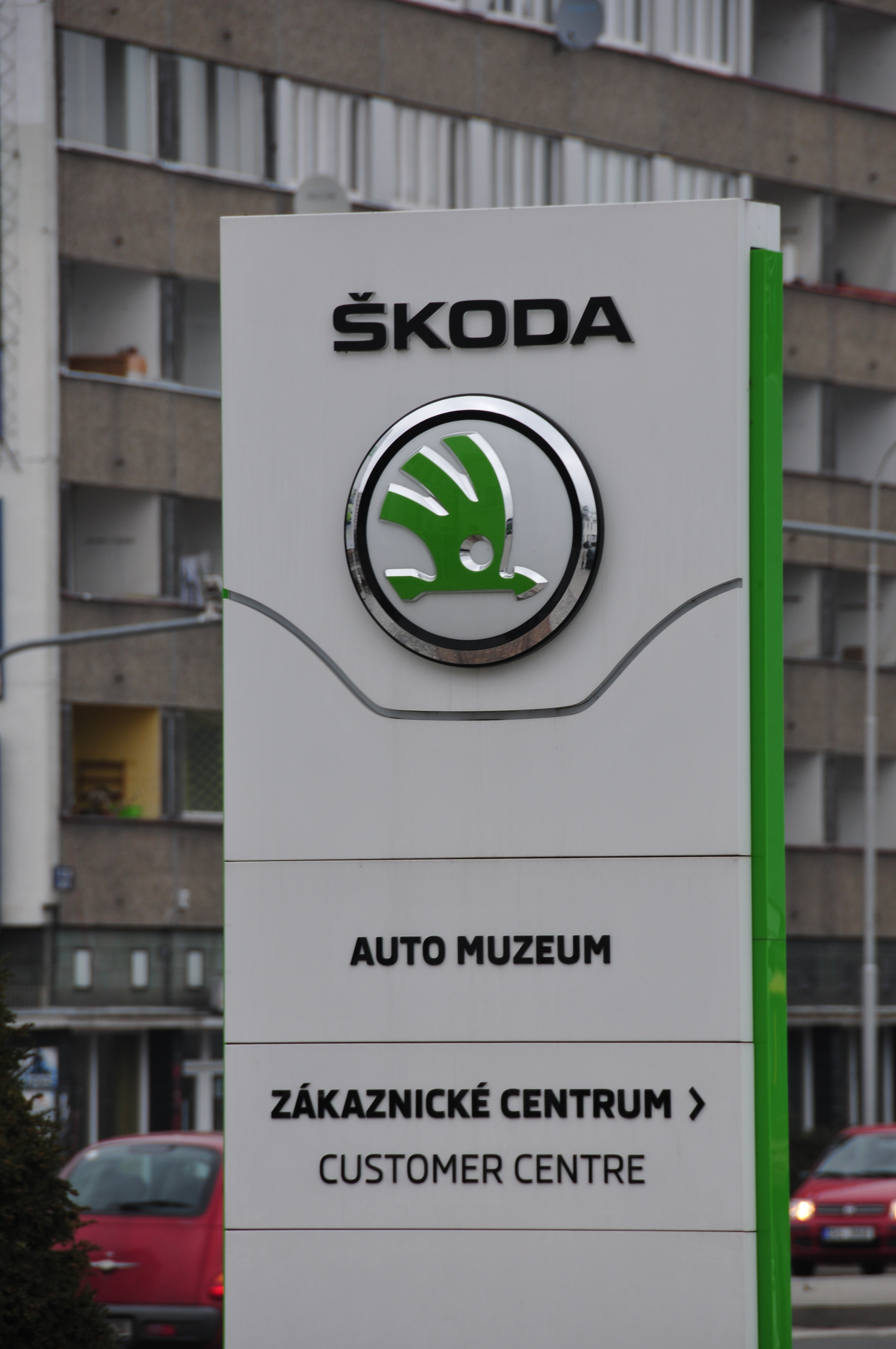
Totem firmy Škoda Auto